# 神奈川県道727号川西線

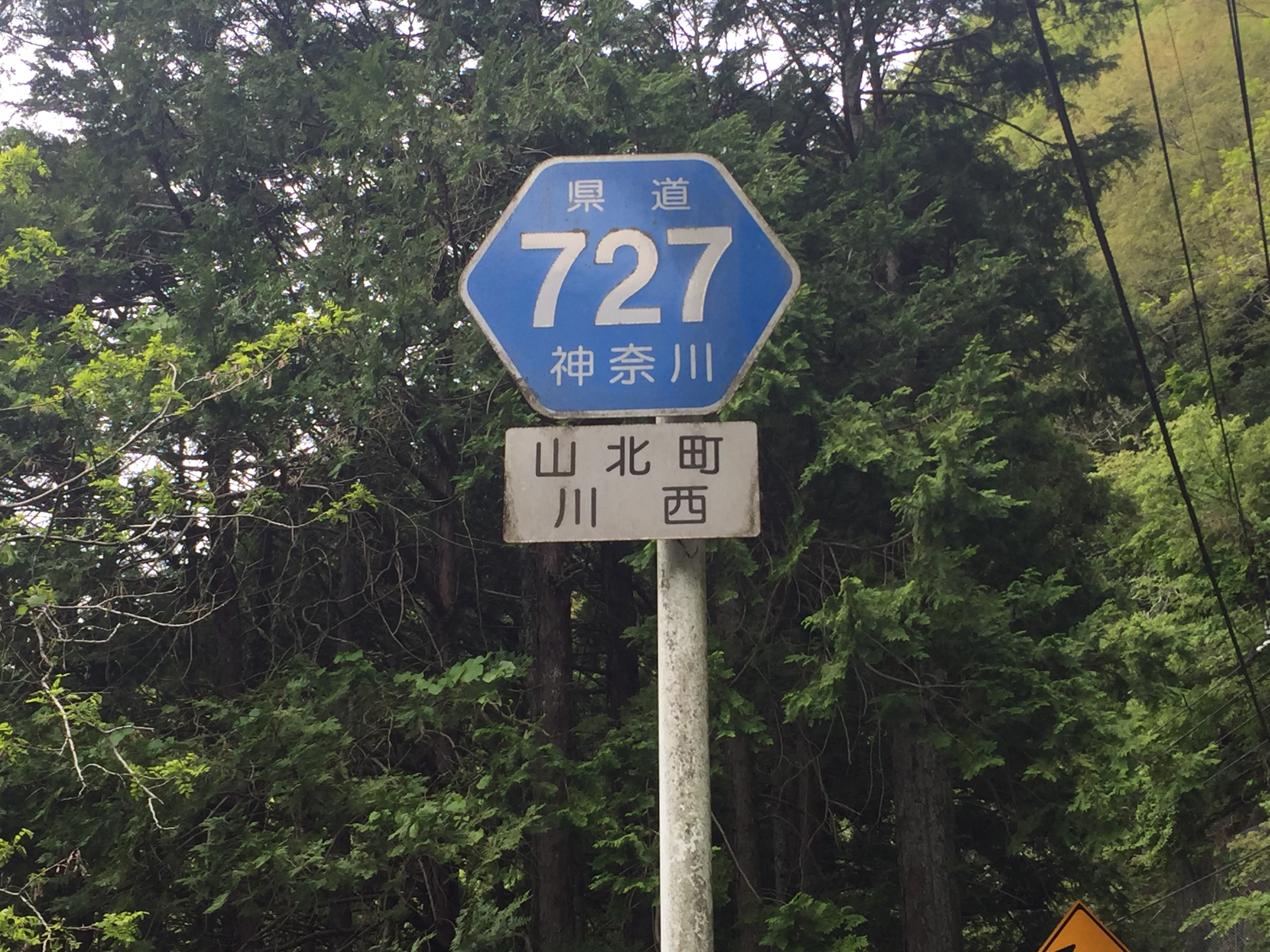
県道番号標示（山北町川西）

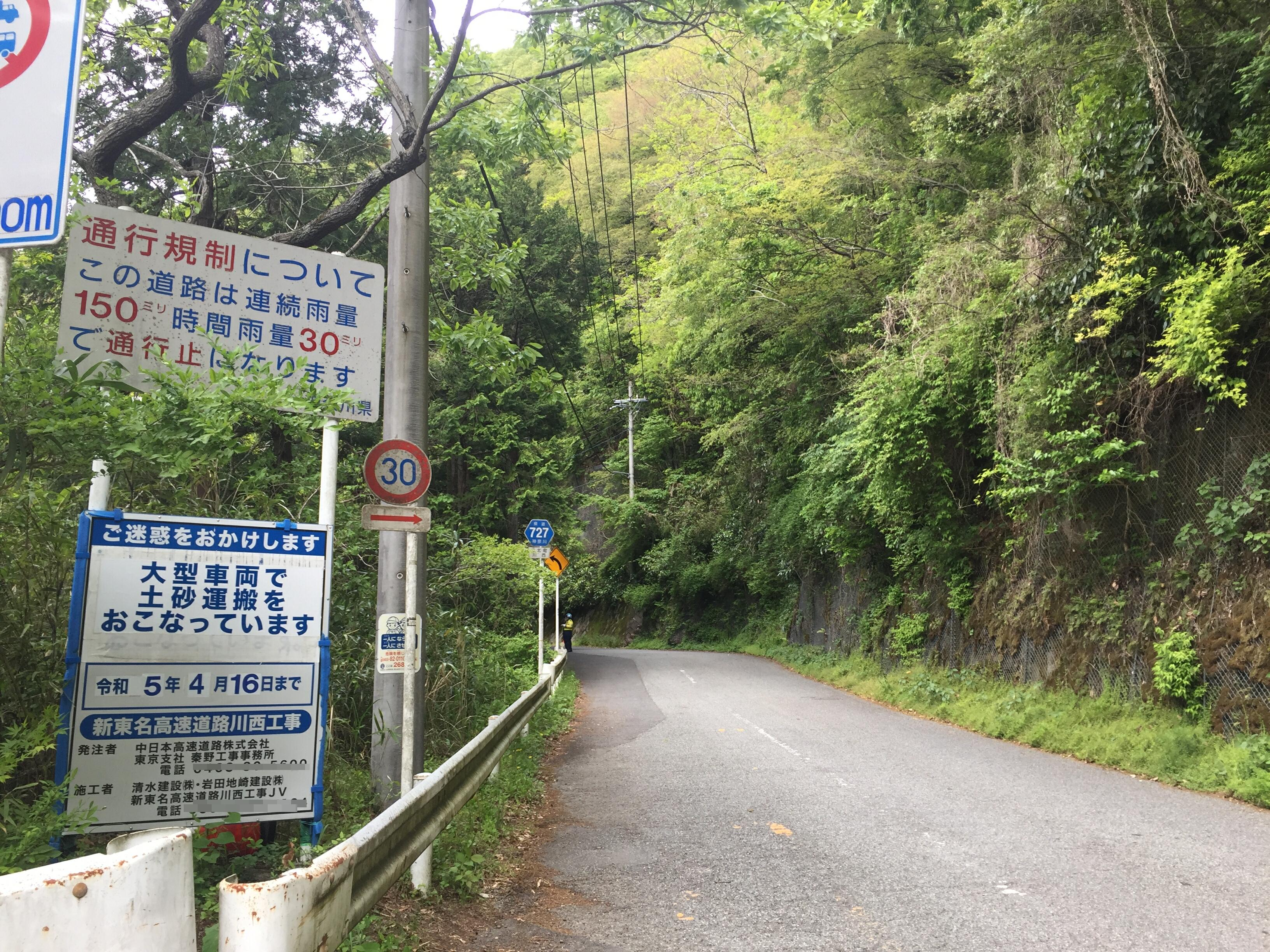
起点付近（山北町川西 字嵐）。狭隘部もあり通行量は少ない

神奈川県道727号川西線（かながわけんどう727ごう かわにしせん）は、神奈川県足柄上郡山北町を起点・終点とする一般県道。

## 概要

### 路線データ
- 総延長：1.8km
- 起点：足柄上郡山北町川西 字嵐（神奈川県道76号山北藤野線交点）
- 終点：足柄上郡山北町川西 字大蔵野（神奈川県道76号山北藤野線交点）

谷峨駅周辺で一度酒匂川右岸へ渡る県道76号線から分岐し、酒匂川およびその支流河内川の左岸をたどり、河内川左岸へ渡ってきた県道76号線に再合流するルートである。起点・終点共に山北町川西地区であるため、このように短い名称となった。

## 地理

### 通過する自治体
- 神奈川県
  - 足柄上郡山北町

### 交差する道路
- 神奈川県道76号山北藤野線（山北町川西字嵐・起点）
- 神奈川県道76号山北藤野線（山北町川西字大蔵野・終点）

### 沿線
- 酒匂川
- 河内川
- 嵐発電所